# رافية (نبات)
نَخل الرافية (الاسم العلمي: Raphia) هي جنس من النباتات يتبع الفصيلة الفوفلية من رتبة الفوفليات. ويحتوي على 20 نوعاً من النخيل واطن في المناطق الإستوائية لإفريقية وخاصةً في مدغشقر ، ويوجد نوع واحد وهو الرافية حاملة المشاعل (Raphia taedigera) في أمريكا الوسطى وأمريكا الجنوبية.

## معرض صور

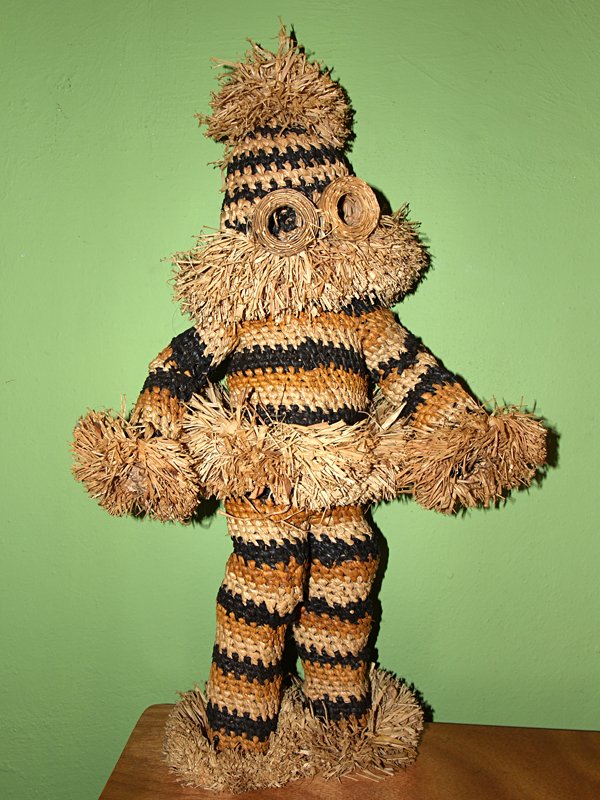
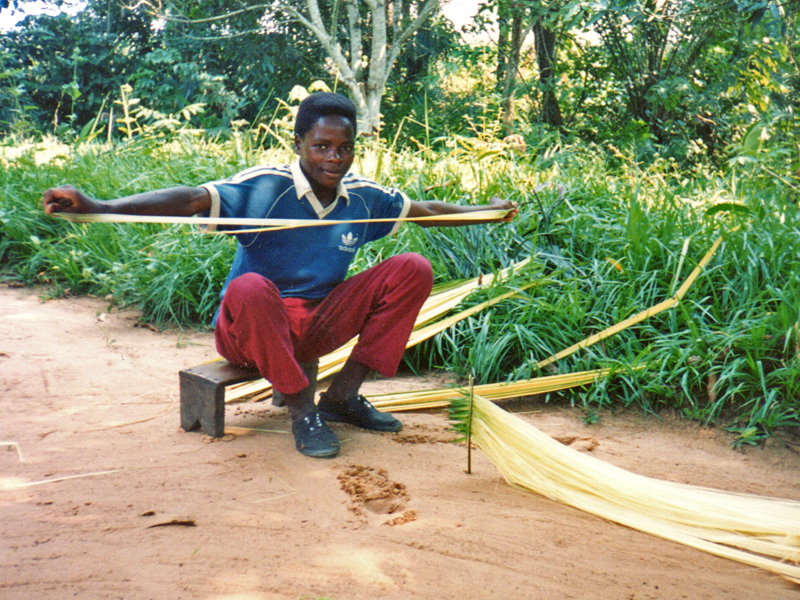
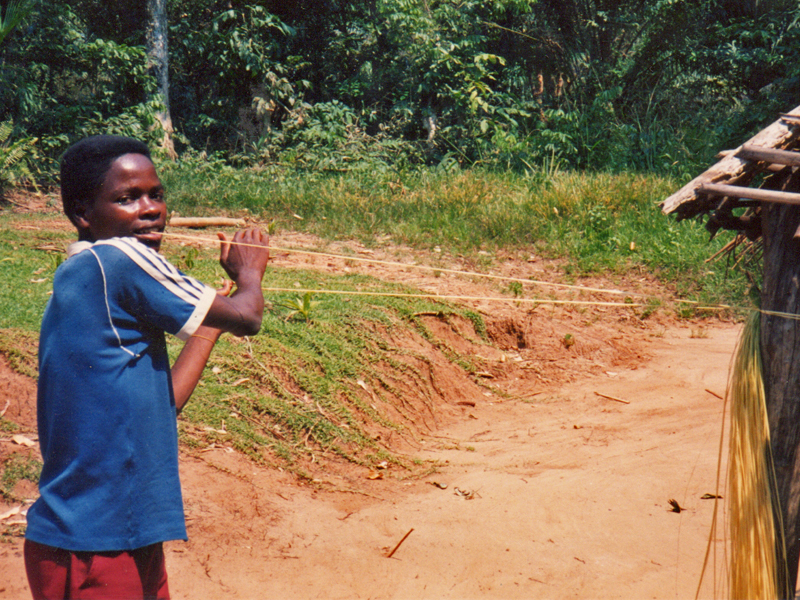

## أنواع نَخل الرافية

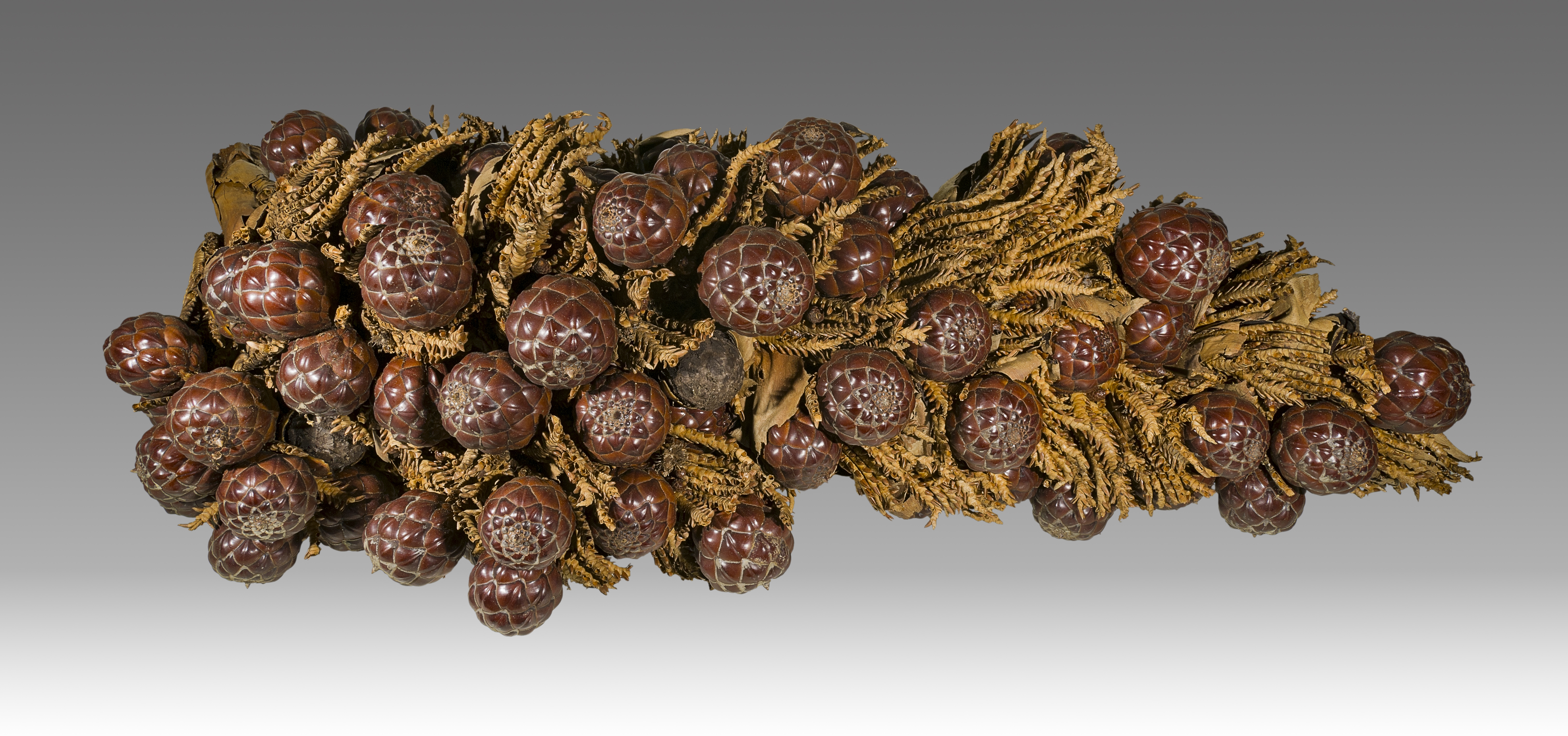
فاكهة نخل الرافية حاملة الطحين في متحف تولوز في فرنسا Museum of Toulouse

- رافية أفريقية
- رافية جنوبية
- رافية حاملة الطحين
- رافية حاملة المشاعل
- رافية رونزورية
- رافية سودانية
- رافية طويلة الأزهار
- رافية كرمية
- رافية لورنتية
- رافية مامبيلية
- رافية مانية
- رافية ملكية
- رافية منقارية
- رافية نسيجية
- رافية هوكرية
- (الاسم العلمي:Raphia gentiliana)
- (الاسم العلمي:Raphia matombe)
- (الاسم العلمي:Raphia monbuttorum)
- (الاسم العلمي:Raphia palma-pinus)
- (الاسم العلمي:Raphia sese)